# Горішня Малина
Горішня Ма́лина (болг. Горна Малина) — село в Софійській області Болгарії. Адміністративний центр общини Горішня Малина.

## Населення
За даними перепису населення 2011 року у селі проживали 1474 особи.
Національний склад населення села:
| Національність   | Кількість осіб | Відсоток |
| ---------------- | -------------- | -------- |
| болгари          | 1395           | 97,4%    |
| цигани           | 23             | 1,6%     |
| турки            | 7              | 0,5%     |
| Всього відповіли | 1432           |          |

Розподіл населення за віком у 2011 році:
Динаміка населення: